# Adelphomyia pilifer
Adelphomyia pilifer là một loài ruồi trong họ Limoniidae. Chúng phân bố ở miền Cổ bắc.